# Abbazia dei Santi Giusto e Clemente

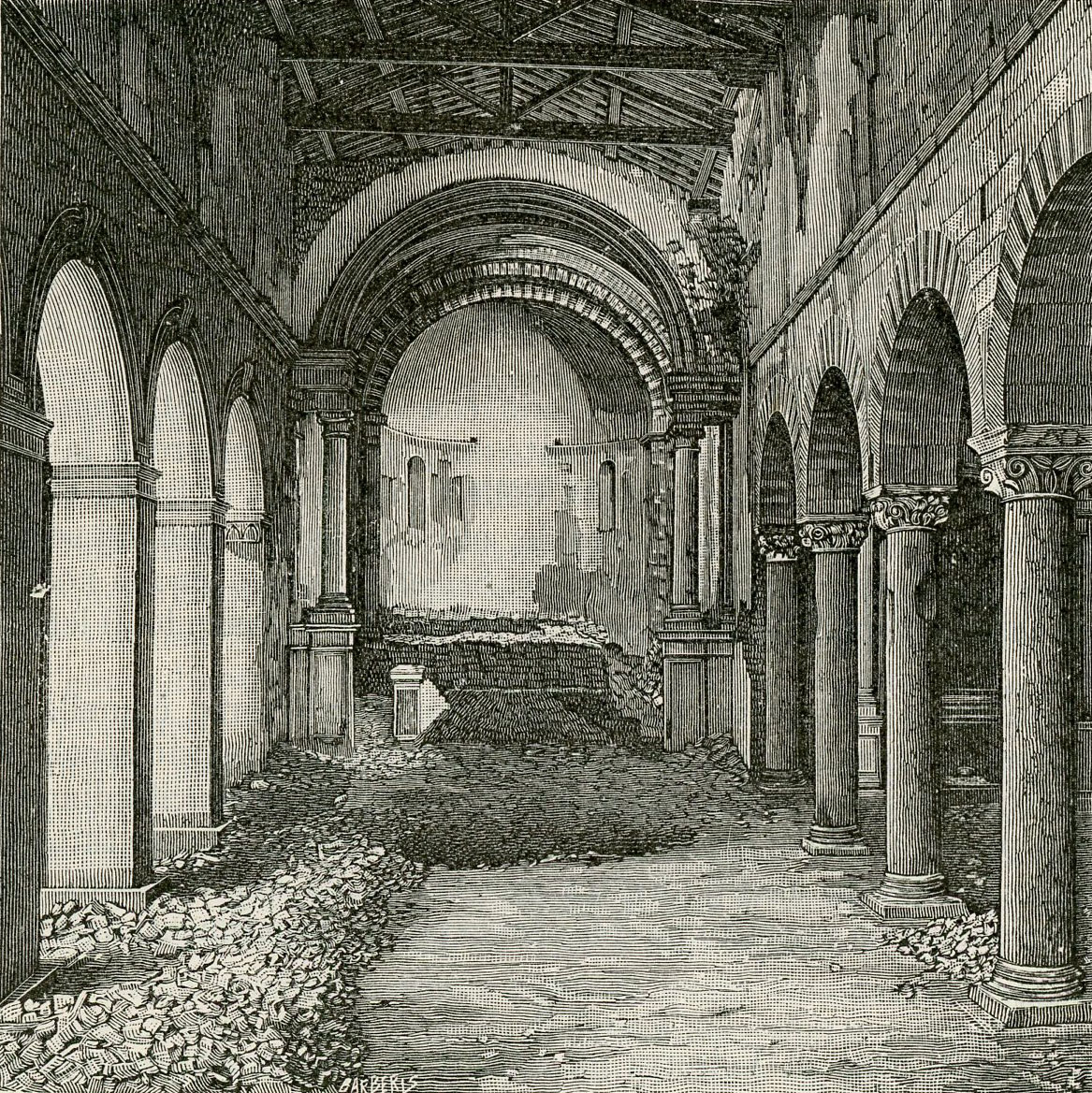
Interno della chiesa prima del suo crollo

La badia dei Santi Giusto, Clemente e Salvatore si trova a Volterra, in provincia di Pisa, diocesi di Volterra.

## Storia
La badia, dedicata già nel 1034 con i benedettini (poi sostituiti dai camaldolesi prima del 1113) ai due santi africani Giusto e Clemente evangelizzatori della città, si presenta oggi in grave stato di dissesto (restano solo alcune porzioni della chiesa e alcuni ambienti conventuali) a causa del terremoto del 1846 e dei successivi processi franosi, causati dall'avanzare delle balze, i quali portarono all'abbandono definitivo da parte dei monaci nel 1861 e alla rovina: nel 1895 crollò l'interno della chiesa.

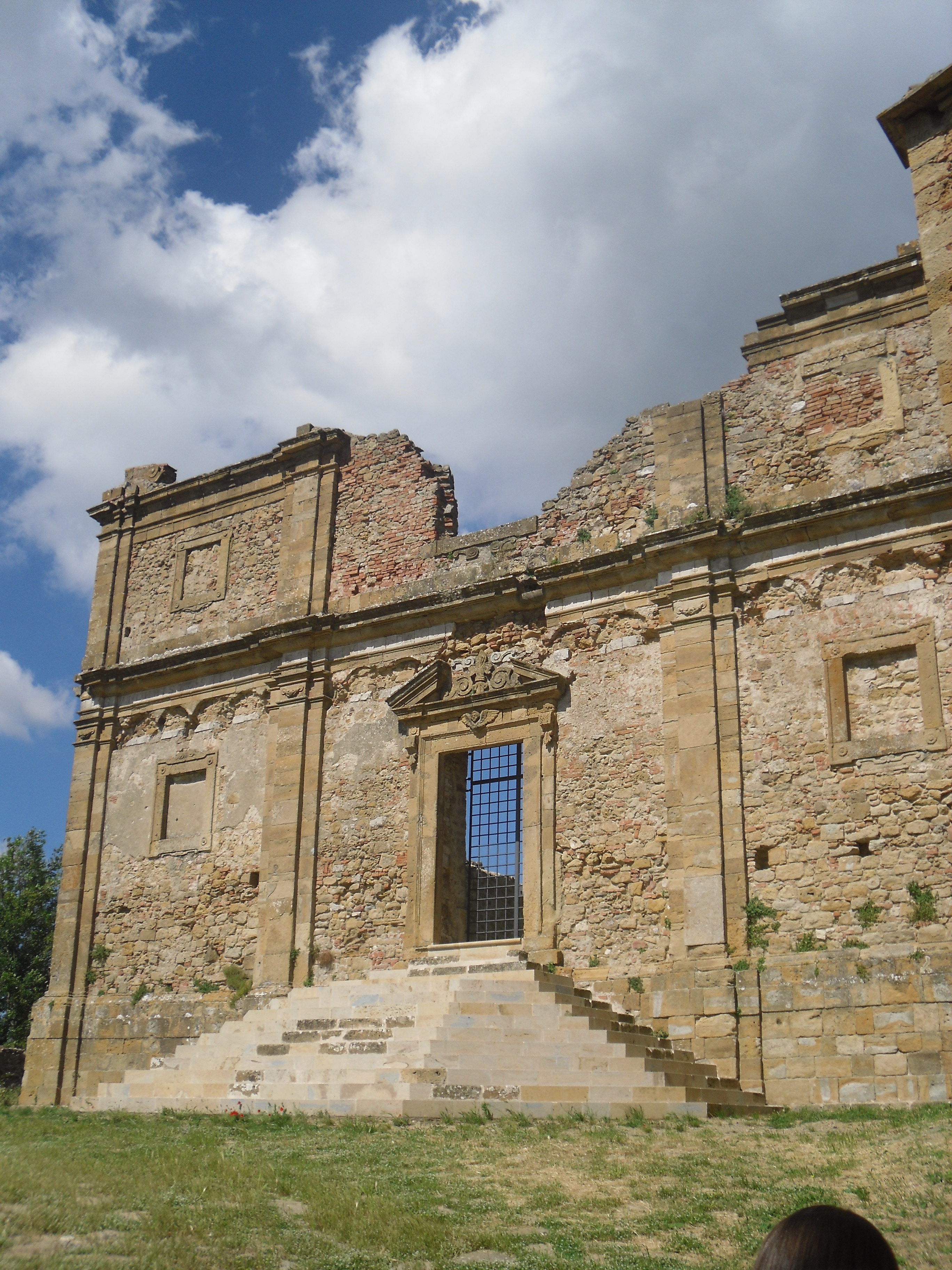
Facciata della chiesa

## Descrizione
La chiesa risale ai secoli XI e XII: ebbe pianta basilicale spartita da colonne monolitiche con capitelli a foglie stilizzate e conclusa da un'elegante abside aperta da tre monofore.
La copertura dalla chiesa era a capriate sorrette da mensole di squisita fattura: alcune di esse si possono ammirare nel Museo diocesano di arte sacra della città.
L'attuale facciata, di epoca tardo rinascimentale, con interventi anche successivi, viene attribuita a un disegno dell'Ammannati.

### Il chiostro e il refettorio
Il chiostro, ad arcate su pilastri, venne ricostruito nel 1576 da Giovanni Tortori da Fiesole, forse su disegno dell'Ammannati.
Nel refettorio si trovano invece alcuni affreschi del pittore fiorentino Donato Mascagni illustranti la vita di san Giusto.
1. Santi Regolo, Cerbone e Felice accolgono Giusto, Clemente e Ottaviano a Populonia
2. Santi Giusto, Clemente e Ottaviano vanno verso Volterra tra le schiere nemiche dei Goti
3. Prima predicazione di san Giusto a Volterra
4. Angeli sottraggono sacchi di grano ai Goti per gli assediati di Volterra
5. San Giusto fa buttare il pane dalle mura di Volterra assediata per scoraggiare gli assedianti
6. Processione di san Giusto per scacciare le belve dal monte Nibbio
7. San Giusto libera un indemoniato
8. San Giusto conferma gli ariani convertiti
9. Benedizione dei pani da gettare agli assedianti
10. Esequie di san Giusto
11. Madonna col Bambino tra i santi Benedetto e Romualdo e con lo stemma camaldolese

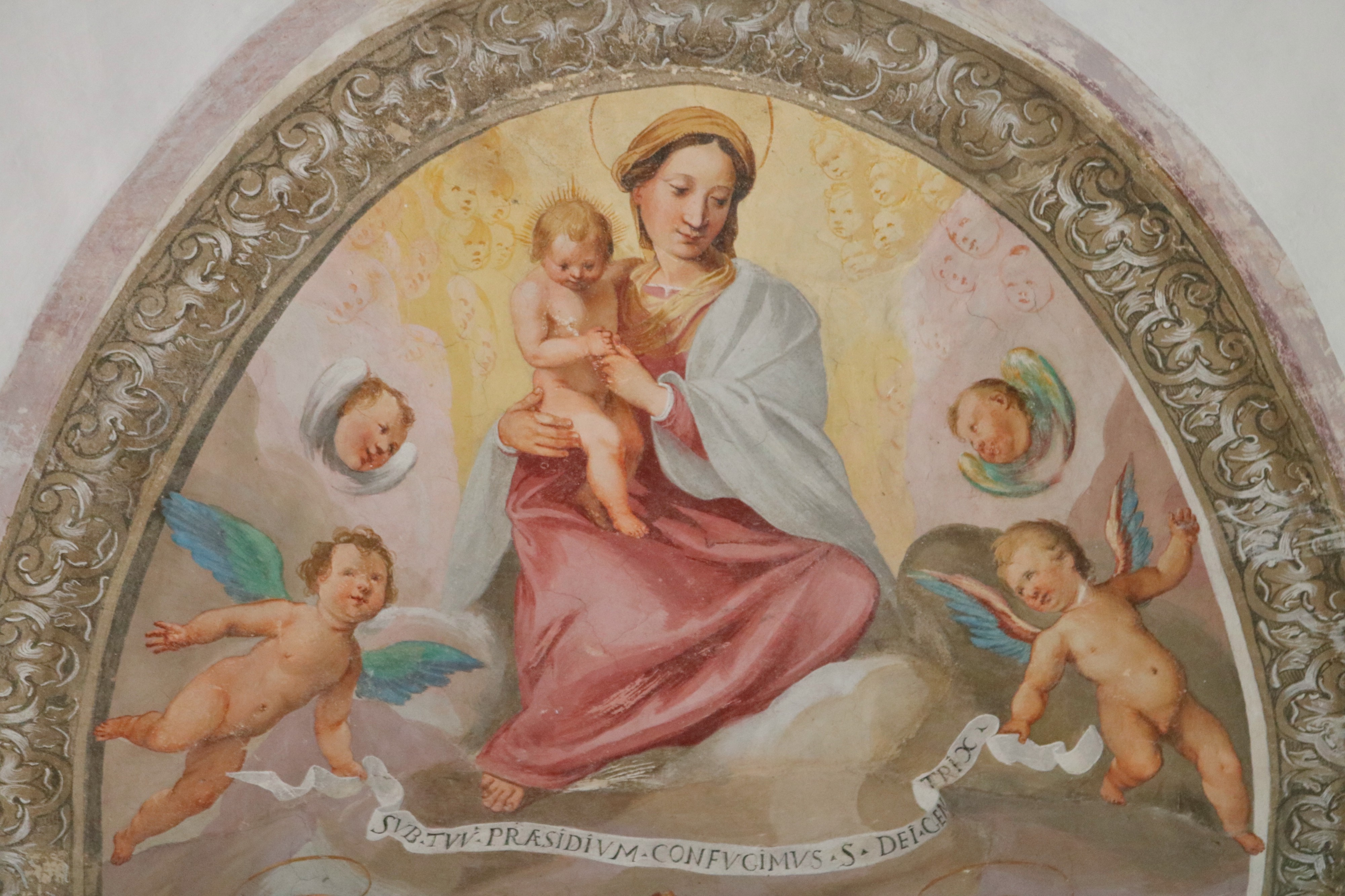
Madonna col Bambino di Donato Mascagni

## Opere già in loco
Abbiamo assistito ad una vera e propria diaspora del patrimonio artistico della Badia.
- Oltre alle mensole reggicapriate prima citate ed ora al Museo diocesano di arte sacra della città, vi si trovava anche un affresco con Elia dormiente, realizzato da Baldassarre Franceschini detto il Volterrano nel 1613 oggi trasferito nella non lontana chiesa di San Giusto alla fine del XIX secolo.
- Nella controfacciata della chiesa di Sant'Agostino è stato trasferito un affresco staccato con una Crocifissione con la Vergine e san Romualdo attribuito a Stefano di Antonio Vanni.
- Nella locale Pinacoteca si trova la pala d'altare Cristo in gloria con quattro santi e un donatore, opera della bottega di Tommaso Bigordi detto il Ghirlandaio, databile intorno al 1492.
- Presso la Biblioteca comunale Guarnacci si conserva la ricca collezione di manoscritti, documenti e incunaboli un tempo appartenenti all'abbazia.

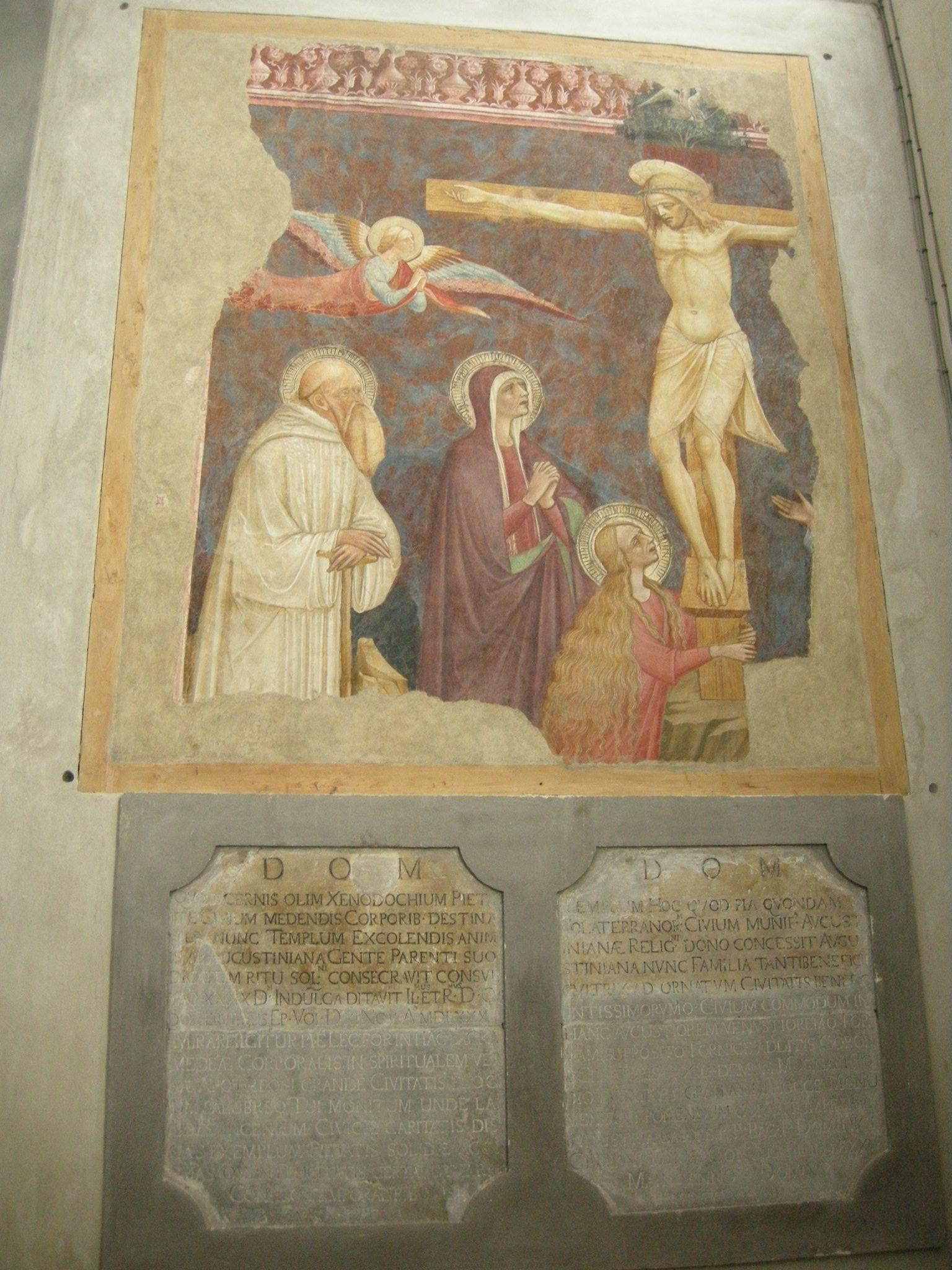
Stefano di Antonio Vanni (attr.),Crocifissione con la Vergine e san Romualdo affresco, Volterra, chiesa di Sant'Agostino
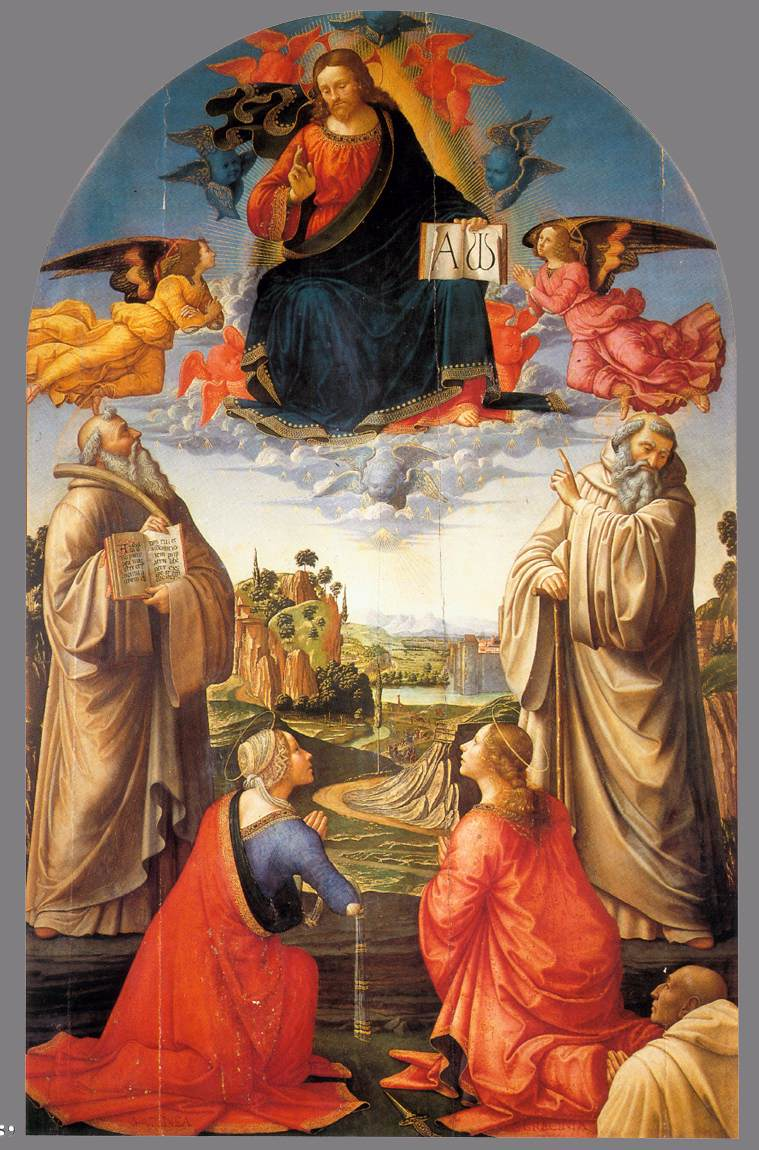
Domenico Ghirlandaio (bottega), Cristo in gloria con quattro santi e un donatore, Volterra, Pinacoteca